# دانشگاه باریشال
دانشگاه باریشال (بنگالی: বরিশাল বিশ্ববিদ্যালয় , Boriśhāl Biśbôbidyālôẏ ; همچنین به عنوان دانشگاه باریشال یا به زبان ساده BU شناخته می‌شود) یک دانشگاه دولتی واقع در شهر باریسال در جنوب بنگلادش است. این تنها دانشگاه عمومی دولتی در استان باریسال و سی و سومین دانشگاه دولتی بنگلادش است. کتابخانه این دانشگاه بیش از ۲۰۰۰۰ کتاب و صدها مجله و نشریه در مجموعه خود دارد. تقریباً ۱۵۰ دانش آموز می‌توانند همزمان از این امکانات استفاده کنند.